# Golovik (brod)
Ribarski brod "Golovik" u vlasništvu je riječkog "Ugora". 

## Povijest
Brod je sagrađen u Brodogradilištu Kraljevica, a iako je namijenjen za sve vrste ribolova, služi uglavnom za ulov sitne plave ribe, te kad krene sezona ulova tune i tunolovom.
Svečanost blagoslova i primopredaje održana je u riječkoj luci u rujnu 2009. godine.

## Opis
Brod "Golovik" dugačak je 34 metra i ima devet članova posade, ribu će loviti na području cijelog Jadrana, a matična luka mu je u Rijeci. Ribarski brod izgrađen je u sklopu nacionalnog programa obnove i modernizacije ribarske flote, prema kojem profesionalni ribari, bilo da se radi o novogradnji ili modernizaciji postojećih ribarica, dobivaju 30% bespovratnih sredstava za njegovu gradnju.